# Alburnus hohenackeri
Az Alburnus hohenackeri a sugarasúszójú halak (Actinopterygii) osztályának a pontyalakúak (Cypriniformes) rendjébe, ezen belül a pontyfélék (Cyprinidae) családjába tartozó faj.

## Rendszerezés
Korábban a szélhajtó küsz (Alburnus alburnus) alfajának tekintették.

## Előfordulása
Az Alburnus hohenackeri a Transzkaukázus keleti felén található meg.

## Megjelenése
Ez a halfaj legfeljebb 15 centiméter hosszú. A hal oldalvonalán 39-43, többnyire 42 pikkely van. A farok alatti úszó sugarainak száma 14-19, többnyire 16.

## Életmódja
A lassú folyású vizeket kedveli. A brakkvizet is jól tűri. Planktonnal, rovarlárvákkal és magokkal táplálkozik.
Legfeljebb 3 évig él.

## Szaporodása
Rövid élete során, csak egyszer-kétszer tud ívni. A ragadós ikráit, melyek 1,4 milliméter átmérőjűek, a vízalatti növényszárakra rakja; ritkán rakja a kavicsokra.